# ハルシステムコンピューター
株式会社ハルシステムコンピューターは、徳島県徳島市に本社を置く、小売業・電気通信事業者。
現在では、主にストリーミングなどのホスティングサービス事業を中心とする通信会社であり、マイクロソフト社と契約済みの正規サービスプロバイダーである。起業はパソコン販売店Paso Qであり、運営は現在まで継続している。
2001年（平成13年）のブロードバンド創成期にインターネット事業に参入し、中小企業や個人をターゲットとしたサービス提供を行っている。
2007年（平成19年）11月6日、資本の増資を行うとともに組織変更を行い株式会社化した。